# Усть-Сос
Усть-Сос (хак. Сос пилтірі) — аал в Бейском районе Хакасии, расположен на небольшой р. Сос — притоке реки Абакан.
Расстояние до райцентра — с. Бея 70 км.
Число хозяйств 35, население 84 человек (01.01.2004), в основном хакасы.
Год образования неизвестен. Основное предприятие — 4-е отделение ОАО «Бондаревское».

## Население
| 2002 | 2010 |
| ---- | ---- |
| 82   | ↘81  |

### Известные люди
- Карамчаков, Андреей Алексеевич (род. 1959) — советский и российский спортсмен и тренер.
- Карамчакова, Лидия Алексеевна (род. 1968) — советская и российская спортсменка и тренер.